# Estação Ceará Mirim
A Estação Ceará Mirim é uma das estações do Sistema de Trens Urbanos de Natal, situada em Ceará-Mirim, ao lado da Estação Lagoa Grande. É uma das estações terminais da Linha Norte.
Foi inaugurada em 13 de junho de 1906. Localiza-se na Rua Luci Varela.